# Valkó vármegye

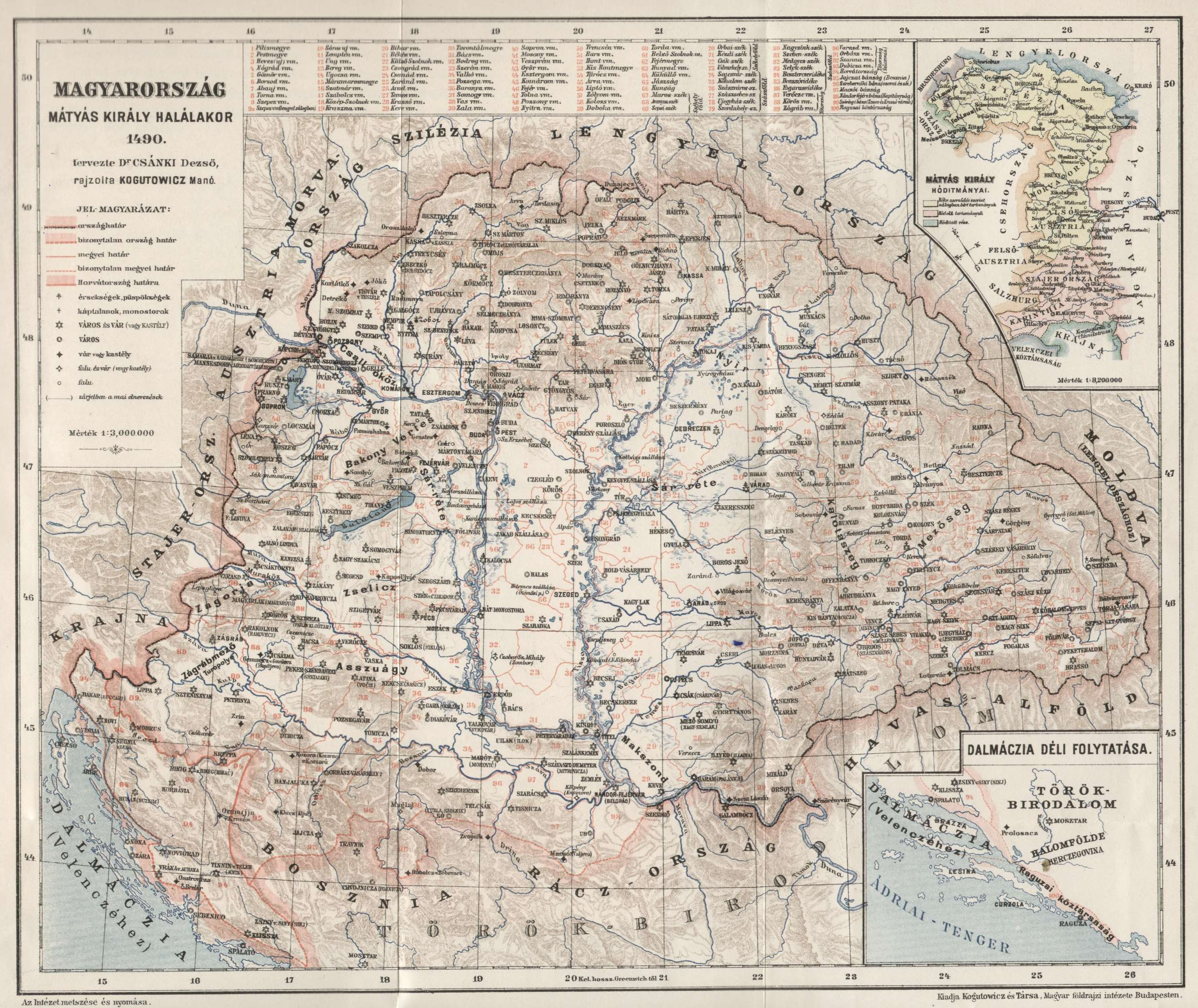
Csánki Dezső–Kogutowicz Manó: Magyarország Mátyás király halálakor

Valkó vármegye és várispánság a későbbi Szerém, Verőce és Pozsega vármegyék egy részét foglalta magában. Szent István király az államalapítás idején a királyi vármegyerendszer kialakításakor hozta létre Valkóvár központtal. A 15. század vége felé 33 vára, 34 városa, 1182 helysége ismert. Főispánjai leggyakrabban a macsói bánok voltak. 1541 után teljesen megszűnt benne a vármegyei élet és rövid időn belül a vármegye feledésbe ment, úgyhogy hollétét is csak a 19. században, főképp Csánki Dezső nyomozásai állapították meg.